# IC 4623
IC 4623 је спирална галаксија у сазвјежђу Херкул која се налази на листи објеката дубоког неба у Индекс каталогу.
Деклинација објекта је + 22° 31' 39" а ректасцензија 16h 51m 5,4s. Привидна величина (магнитуда) објекта IC 4623 износи 14,7 а фотографска магнитуда 15,4. IC 4623 је још познат и под ознакама MCG 4-40-3, CGCG 139-8, PGC 59115.